# Riot grrrl
Riot grrrl e ъндърграунд феминистко пънк движение, което се формира в началото на 90-те и често
адресира теми като изнасилването, домашното насилие, сексуалността и даването на права на жените.
В допълнение по отношение на музикалната сцена riot grrrl е също така субкултура, като политическата
дейност и активизма са част от движението. Riot grrrls e организатор на срещи, подкрепа и
организира жените в музиката.